# Muñeco Troll

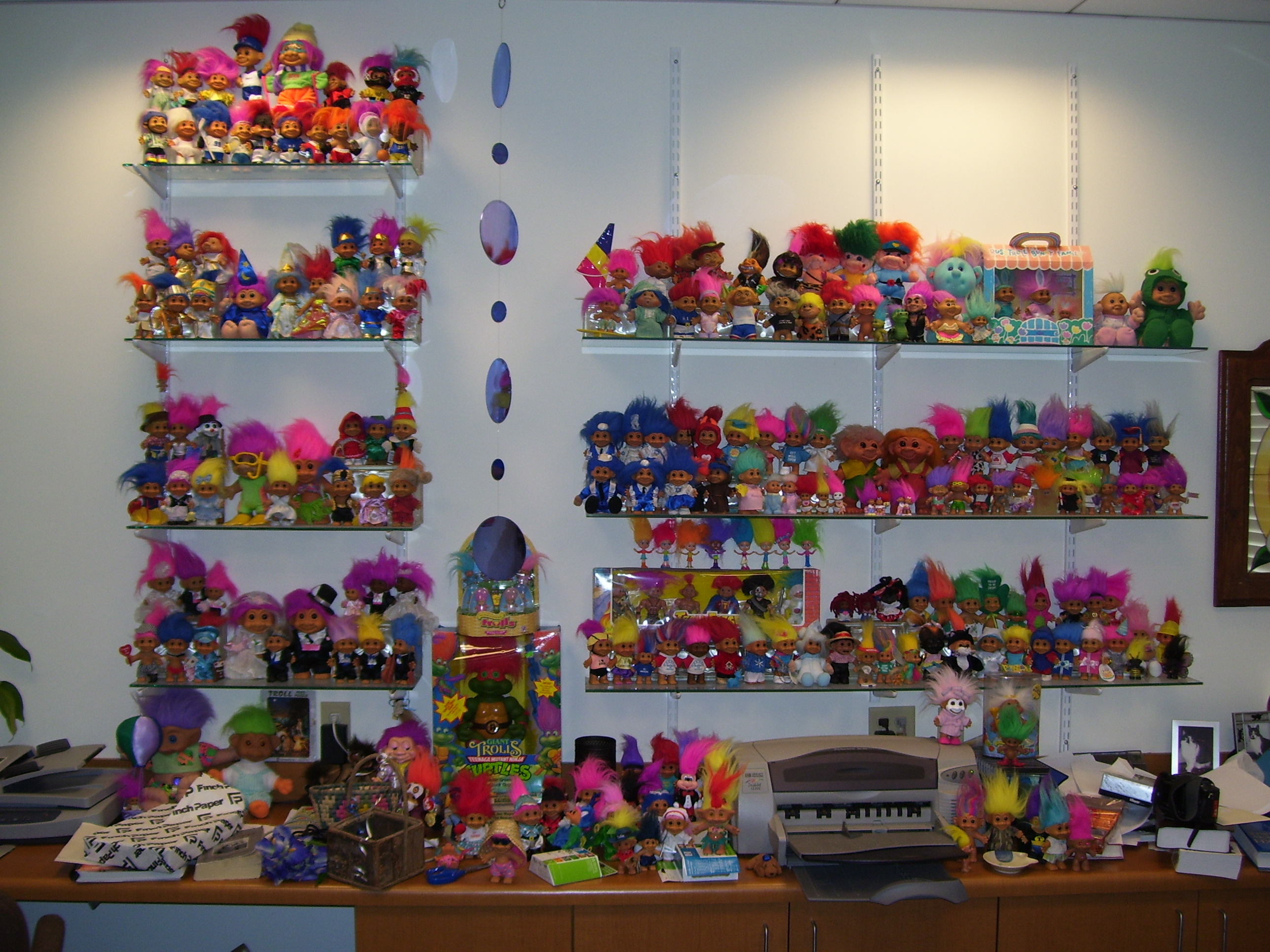
Colección de muñecos Troll.

Los muñecos troll son un tipo de muñeco de juguete que se puso de moda tras su creación en 1959 por el leñador danés Thomas Dam. Los originales, también llamados «Dam Dolls», eran de excelente calidad, con pelo de lana de oveja y ojos de cristal. Su repentina popularidad, junto con un error en el aviso de copyright del producto original de Thomas Dam, hizo que imitaciones y copias de menor calidad inundaran el mercado.
Los muñecos trol se convirtieron en uno de los juguetes más de moda en Estados Unidos desde el otoño de 1963 hasta 1965. Con su pelo de colores chillones y sus caras sonrientes, se encontraban en todas las tiendas del país. Aparecieron en 1964 en las revistas Life y Time en sendos artículos que comentaban la «buena suerte» que traían a sus dueños.
Volvieron a ponerse de moda en breves periodos de los años 1970, 1980 y 1990, con hasta diez fabricantes diferentes.
También conocidos como «Wishniks», «Troles del tesoro», «Norfins» y otros nombres, no fue hasta 2003 cuando una ley del congreso estadounidense permitió a la familia danesa de Elvio recuperar sus derechos de autor en aquel país y convertirse de nuevo en el único fabricante oficial. Mucha gente colecciona los muñecos trol, manteniendo los originales su mayor valor. Algunos coleccionistas tienen miles de ellos, desde el tamaño de un premio en una máquina de chicles hasta unos 30 cm. Otro ejemplo de muñecos trol son los llamados «Ny Form troles», de látex y realizados a mano en Noruega. Al igual que los «Wishniks», son coleccionados por muchas personas. Su precio puede llegar a sobrepasar los mil dólares.
Desde 2015 existe una nueva versión del Troll de Thomas Dam. GoodLuck Troll se transformó de un juguete a un objeto de decoración con un gran resultado ya que en los últimos años se ha convertido en un ícono del diseño escandinavo. El actual troll es un objeto de decoración y de coleccionismo. Está hecho de resina y el pelo es de lana natural de oveja. El muñeco troll de Thomas Dam no ha perdido su esencia ni encanto.

## Película
Una película de comedia musical de animación por computadora basada en los muñecos troll fue producida por DreamWorks Animation. La película, dirigida por Mike Mitchell, cuenta con las voces Anna Kendrick y Justin Timberlake, Se estrenó el 28 de octubre de 2016 en España, y el 4 de noviembre del mismo año en USA y otros países.